# Kalypso (Mythologie)

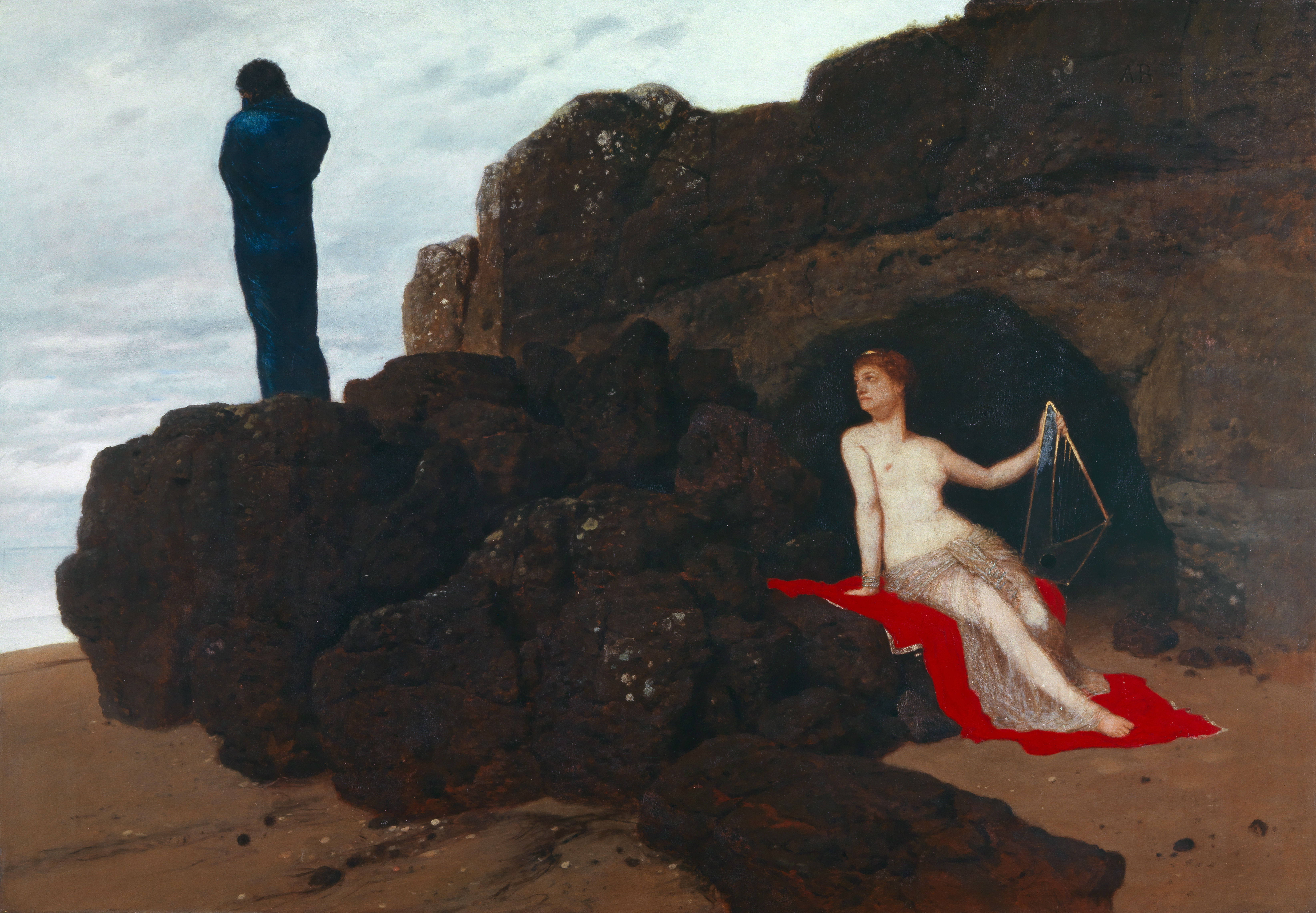
Odysseus und Kalypso
(Arnold Böcklin, 1883, Kunstmuseum Basel)

Kalypso (altgriechisch Καλυψώ Kalypsṓ, deutsch ‚Verbergerin‘, von κάλυψις kálypsis, deutsch ‚das Verhüllen, Verbergen‘ aus καλύπτω kalýptō, deutsch ‚umgeben, verhüllen, bedecken‘) ist eine nur in der Odyssee und in der von ihr abhängigen Erzähltradition auftretende Nymphe und Göttin der griechischen Mythologie, die auf der sonst fast unbewohnten Insel Ogygia lebt. Sie ist eine Tochter des Titanen Atlas und der Pleione.
Möglicherweise dieselbe Kalypso wird als Okeanide, Tochter des Okeanos und der Tethys, aufgeführt. Auch bei der Nereide Kalypso, Tochter des Nereus und der Doris, könnte es sich um dieselbe Gestalt handeln.

## Mythos

### Odyssee

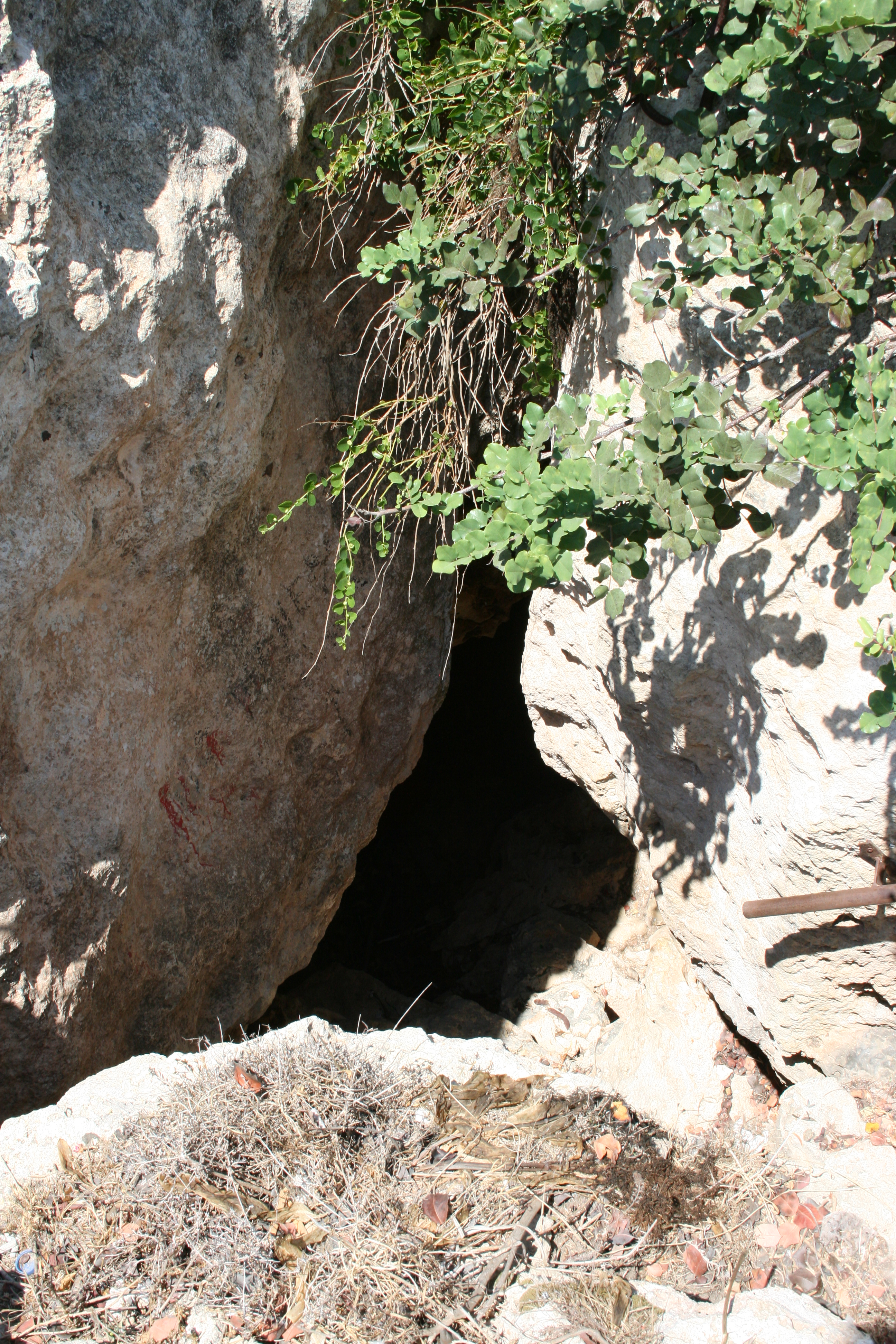
Sogenannte Kalypso-Grotte auf Gozo

Die Odyssee beginnt mit der von Athene angeregten Entscheidung der Olympischen Götter, dass der von Poseidon verfolgte Odysseus endlich von Kalypsos Insel Ogygia heimkehren soll. Im fünften Gesang desselben Epos beschreibt Homer, wie die „hehre“ und „schöngelockte“ Kalypso den schiffbrüchigen Odysseus liebt und sieben Jahre bei sich festhält. Obwohl Kalypso dem Heros Unsterblichkeit und ewige Jugend verspricht, wenn er bei ihr bleibt, wünscht Odysseus, der die Mühseligkeiten, die ihn in der Unterwelt erwarten, seit seiner Reise ins Schattenreich aus eigener Anschauung kennt, sie zu verlassen, um nach Ithaka zu seiner Frau Penelope zurückzukehren. Schließlich befiehlt Zeus der Kalypso – übermittelt durch den Götterboten Hermes – Odysseus freizugeben. Ungern gehorchend, versorgt sie ihn mit Werkzeug, um ein Floß zu bauen, später auch mit Reisekost. Außerdem gibt sie ihm wertvolle Hinweise für die Fahrt und sendet ihm einen günstigen Westwind.

### Nachkommen
Homer erwähnt für Kalypso keine Nachkommenschaft. Erst in nachhomerischen Überlieferungen werden Kalypso und Odysseus Söhne zugeschrieben. Es werden ein Auson und ein Latinos als Söhne mit Odysseus erwähnt. Der letzte  gilt allgemein jedoch als Sohn der Kirke. Nach anderer Quelle hat Kalypso Odysseus die beiden Söhne Nausithoos und Nausinoos geboren.
Nach einer einzelnen Quelle endete Kalypso in Suizid.

## Moderne Adaptionen
- In der Astronomie sind ein Saturnmond (Calypso) und der Asteroid (53) Kalypso nach der Nymphe benannt.
- Die tiefste Stelle des Mittelmeeres, das Calypsotief, ist ebenfalls nach der Nymphe benannt.
- In der Botanik existiert eine Orchideengattung mit dem wissenschaftlichen Namen Calypso: siehe Norne (Orchideen).
- Ein Forschungsschiff von Jacques-Yves Cousteau trug den Namen der Nymphe: siehe Calypso (Schiff).
- Alfred Döblin veröffentlichte 1910 die Gespräche mit Kalypso, in denen er anhand eines musikphilosophischen Gesprächs eine Kritik des identischen, zielgerichteten Subjekts entwirft und diesem ein „Erlebnis-Ich“ entgegenstellt.
- Max Beckmann schuf mit dem Gemälde Odysseus und Kalypso 1943 ein Werk, in dem Kalypso als Typ der hingebungsvoll liebenden Frau verstanden wird.
- Michael Köhlmeier erzählt in seinem 1997 erschienenen Roman Kalypso (ISBN 978-3-492-03965-9) eine moderne Version von der Begegnung zwischen Odysseus und der Nymphe Kalypso.
- Im zweiten und dritten Teil der Pentalogie Pirates of the Caribbean tritt Tia Dalma, dargestellt von Naomie Harris, als Hexe und Geliebte von Davy Jones auf. Am Ende des dritten Teils gibt sie sich als Kalypso zu erkennen.
- In der Reihe von Percy Jackson und der darauf folgenden Helden-des-Olymp-Reihe von Rick Riordan taucht Kalypso einige Male auf und wird im letzten Buch der Helden-des-Olymps-Reihe von Leo Valdez von ihrer Insel befreit, die ihr bis dahin als Gefängnis gedient hatte. Sie kommt mit Leo zusammen und gehen in weiterer Folge in Indianapolis auf eine High School.
- Im Roman Ulysses von James Joyce lautet der Titel des 4. Kapitels Kalypso. Dies verweist auf Molly Bloom die Frau des Protagonisten Leopold Bloom, die morgens verlassen wird. Am Abend, bei seiner Rückkehr, wird Molly dann Penelope sein.
- In der Folge Calypso aus der Reihe Star Trek: Short Treks rettet das seit fast 1.000 Jahren von seiner Mannschaft verlassene Raumschiff USS Discovery den Soldaten Craft, der in einer Rettungskapsel durchs All treibt. Zora, die künstliche Intelligenz der Discovery, beginnt sich in Craft zu verlieben, lässt ihn am Ende jedoch zu seinem Heimatplaneten aufbrechen.